# Hodori

Imágenes de la ciudad de Seúl durante los Juegos Paralímpicos de Seúl.

Hodori, en coreano: 호돌이, fue la mascota oficial de los Juegos Olímpicos de Verano de 1988, que se celebraron en la ciudad de Seúl (Corea del Sur).
Este estilizado tigre fue diseñado por Kim Hyun con el fin de presentar a un alegre animal que representase las amistosas y hospitalarias tradiciones del pueblo coreano.
El nombre de Hodori fue elegido entre 2295 sugerencias enviadas por el público. Ho deriva de la palabra «tigre» (horangi, 호랑이 en coreano) y dori es un diminutivo utilizado para designar a los niños. También hubo una hembra de tigre llamada Hosuni, pero rara vez se utilizó.
Además, Hodori es el nombre del Equipo Nacional coreano de demostración de taekwondo, que también utiliza el tigre Hodori como símbolo.